# Andre Birleanu
Andre Birleanu (Moscou, 7 de agosto de 1982) é um modelo russo. Birleanu é famoso por ter participado do reality show America's Most Smartest Model.
Birleanu já fez capas de moda e editoriais para Vogue, Elle, GQ, Schön, L'Officiel, Hunger, Numéro, Tatler e Harper's Bazaar.
Em outubro de 2007, ele foi acusado de assédio sexual por uma atriz de 19 anos. Birleanu negou as acusações.